# Hyalinetta
Hyalinetta là một chi bướm đêm thuộc họ Geometridae.

## Các loài
- Hyalinetta megaspila (Moore, [1868])